# Patton (Shropshire)
Patton – przysiółek w Anglii, w Shropshire, w dystrykcie (unitary authority) Shropshire. Leży 20 km od miasta Shrewsbury. Patton jest wspomniana w Domesday Book (1086) jako Pectone.